# Swagger & Stroll Down the Rabbit Hole
Swagger & Stroll Down the Rabbit Hole é o quinto álbum de estúdio da banda sueca de avant-garde metal Diablo Swing Orchestra. Foi lançado em 2 de novembro de 2021 pela Candlelight Records e foi mais uma vez produzido por Roberto Laghi.
"Celebremos lo Inevitable", a primeira música deles cantada em espanhol, foi lançada como o primeiro single do álbum em 23 de setembro de 2021, em homenagem à celebração mexicana do Dia de los Muertos. O segundo single e vídeo, "War Painted Valentine", veio em 17 de agosto de 2021. Em 22 de outubro de 2021, eles lançaram o terceiro single e vídeo, "Speed Dating an Arsonist".

## Contexto e produção
Em 3 de agosto de 2019, a banda compartilhou que tinha começado a trabalhar em seu quinto álbum de estúdio em sua página do Facebook, declarando que tinham "12 músicas em vários estágios de conclusão até agora. Esperando iniciar as gravações no meio de 2020. "
Em 21 de fevereiro de 2020, a banda afirmou que a gravação do novo álbum começaria em 4 de maio em Gotemburgo. Dois dias depois, eles anunciaram o título. A gravação do álbum foi concluída em 29 de agosto com a gravação das partes do órgão Hammond.
No final de outubro de 2020, a banda já tinha o título, mas não a data de lançamento e nem a gravadora do álbum. A lista de faixas foi revelada em dezembro daquele ano, quando a banda esperava ter o álbum lançado no primeiro trimestre de 2021. Após contratempos relacionados ao COVID-19, eles declararam em abril de 2021 que a masterização era a única parte do álbum que faltava para terminar, e que esperavam um lançamento no mesmo ano. Em 15 de junho de 2021, anunciaram que o primeiro single do álbum seria lançado em agosto e o segundo em outubro, com o próprio álbum agendado para ser lançado em novembro.

## Recepção da crítica
| Críticas profissionais | Críticas profissionais |
| Avaliações da crítica  | Avaliações da crítica  |
| Fonte                  | Avaliação              |
| ---------------------- | ---------------------- |
| Angry Metal Guy        | 4.5/5.0                |
| Metal Hammer           | [ 3 ]                  |
| Sonic Perspectives     | 9.1/10                 |

O Angry Metal Guy elogiou a produção do álbum (tendo criticado a do álbum anterior Pacifisticuffs) e a sua mistura de gêneros e influências, afirmando que a banda é "simplesmente muito ambiciosa, muito criativa e muito talentosa para eu capturar o que os torna especiais. Cada vez que você acha que captou este álbum, ele encontra uma nova maneira de surpreender, uma nova ideia para puxar, um novo estilo para experimentar. " Ele chamou o álbum de "confiante, ambicioso e desesforçadamente divertido".
Dom Lawson, da Metal Hammer, chamou o álbum de "o antídoto perfeito para o cinza e o trabalho penoso", "exuberante ao ponto da insanidade" e "bem diferente de tudo que você ouvirá este ano". Ele o viu como uma evolução de Pacifisticuffs, com mais ênfase em "pegadas matadoras" e "mais estranheza a cada curva inesperada".
Brian Masson do Sonic Perspectives disse que o álbum é "muito rico em nuances" e que promove "uma jornada ambiciosa que promete confundir a própria existência dos gêneros musicais e suas regras". Ele também apontou que "não importa quantas vezes alguém o tenha ouvido; o ouvinte continuará encontrando elementos antes despercebidos". Ele terminou sua análise chamando-o de "uma experiência caótica, inovadora e ousada" e "um triunfo da vontade artística da banda e da exposição constante a riscos".
Foi eleito pela PopMatters como o 4º melhor álbum de rock/metal progressivo de 2021 e pela Loudwire como um dos 10 álbuns de metal progressivo mais "esquisitos" de todos os tempos.

## Lista de faixas
| Faixas de Swagger & Stroll Down the Rabbit Hole |                                                                                 |         |  |
| N.º                                             | Título                                                                          | Duração |  |
| 1.                                              | "Sightseeing in the Apocalypse" (Vendo os Locais Turísticos no Apocalipse)      | 2:14    |  |
| 2.                                              | "War Painted Valentine" (Namorado(a) Pintado de Guerra)                         | 4:01    |  |
| 3.                                              | "Celebremos lo Inevitable" (Celebremos o Inevitável)                            | 4:54    |  |
| 4.                                              | "Speed Dating an Arsonist" (Fazendo Speed Dating Com Uma Incendiária)           | 5:30    |  |
| 5.                                              | "Jig of the Century" (Jig do Século)                                            | 4:32    |  |
| 6.                                              | "The Sound of an Unconditional Surrender" (O Som de uma Rendição Incondicional) | 5:31    |  |
| 7.                                              | "Malign Monologues" (Monólogos Malignos)                                        | 5:00    |  |
| 8.                                              | "Out Came the Hummingbirds" (Saíram os Beija-flores)                            | 4:21    |  |
| 9.                                              | "Snake Oil Baptism" (Batismo de Óleo de Cobra)                                  | 4:40    |  |
| 10.                                             | "Les Invulnéables"                                                              | 6:02    |  |
| 11.                                             | "Saluting the Reckoning" (Saudando o Acerto de Contas)                          | 4:52    |  |
| 12.                                             | "The Prima Donna Gauntlet" (A Manopla da Prima Donna)                           | 5:05    |  |
| 13.                                             | "Overture to a Ceasefire" (Abertura de um Cessar-fogo)                          | 4:05    |  |
| Duração total:                                  | Duração total:                                                                  | 60:47   |  |

## Créditos
Diablo Swing Orchestra
- Kristin Evegård - vocais principais, piano
- Daniel Håkansson - vocais principais, guitarras
- Pontus Mantefors - guitarras, sintetizador, FX
- Anders Johansson - baixo
- Johannes Bergion - violoncelo, backing vocals
- Martin Isaksson - trompete, backing vocals
- Daniel Hedin - trombone, backing vocals
- Johan Norbäck - bateria, percussão, vocais de apoio